# Johann Haase
Johann Haase (12. února 1837 Znojmo – 18. srpna 1904 Znojmo) byl rakousko-uherský politik, na konci 19. století poslanec Říšské rady a Moravského zemského sněmu, v letech 1900–1904 starosta Znojma.

## Životopis
Narodil se ve Znojmě v rodině obchodníka s vínem Aloise Haase a jeho ženy Ceacilie, rozené Elsinger. Johann se pak stal společníkem obchodu s vínem "Alois Haase a synové". V roce 1873 byl členem komise pro Světovou výstavu ve Vídni. Podílel se na ojedinělém návrhu systematické klasifikace moravských vín, který pro Znojemsko a Jaroslavicko představil v knize Über den Weinbau in Znaimer und Joslowitzer Gerichtsbezirke. Díky činnosti pro Světovou výstavu byl oceněn Zlatým záslužným křížem s korunou. V roce 1874 se stal čestným členem Znojemského hospodářského spolku. Působil také jako vrchní velitel sboru dobrovolných hasičů. V roce 1900 se stal vrchním ředitelem Znojemské spořitelny.
V roce 1870 stál u zrodu Německého občanského spolku (Deutscher Bürgerverein), obdoby českého sdružení Beseda znojemská. Při svých obchodních cestách po rakouských městech získal znalosti, jak podobné spolky fungují a pro založení podobného spolku ve Znojmě získal podporu městského sekretáře a zemského poslance Johanna Fuxe. V letech 1878–1896 pak spolku předsedal.
Angažoval se i v místní politice. V roce 1868 se podílel na založení Politického spolku liberálů ve Znojmě. Ten se v roce 1883 sloučil s obdobným venkovským spolkem do Německého spolku pro město a venkov ve Znojmě a Haase stanul v jeho čele. V roce 1897 byl z vedení vytlačen Johannem Muckem. Od roku 1872 až do své smrti byl členem obecního výboru. V roce 1873 se stal obecním radním pro lesnictví a silnice. Podílel se na založení knihovny a městského muzea. Dne 23. srpna 1900 složil přísahu starosty. Do funkce byl zvolen ještě jednou a zastával ji až do své smrti, kdy jej nahradil Heinrich Homma.
V roce 1882 nahradil Johanna Fuxe po jeho smrti ve funkci poslance Moravského zemského sněmu za městskou kurii. Byl zvolen znovu i v zemských volbách 1884, zemských volbách 1890 a zemských volbách 1896. V posledních volbách zvítězil i přes kritiku křesťanských sociálů, kteří o něm mluvili jako o "věčně nemocném a věčně němém poslanci". Když v roce 1902 na sněmu končil, podpořil kandidaturu Heinricha Hommy.
Zvažoval kandidaturu ve volbách do Říšské rady v roce 1879, ale dal přednost Karlu Panowskému. Voleb v roce 1885 se již účastnil, porazil Josefa Sobotku, a stal se poslancem za městskou kurii v obvodě měst Znojmo, Slavonice, Ivančice atd. Ve volbách 1891 mandát obhájil, když porazil Johanna Dobesche. Ve volbách 1897 již kandidovat nechtěl a post přenechal stranickému kolegovi Viktoru Hübnerovi.
Po volbách roku 1885 patřil do klubu Sjednocené levice, do kterého se spojilo několik ústavověrných proudů německých liberálů. Po rozpadu Sjednocené levice přešel do frakce Německorakouský klub. V roce 1890 se uvádí jako poslanec obnoveného klubu německých liberálů, nyní oficiálně nazývaného Sjednocená německá levice. I ve volbách roku 1891 byl na Říšskou radu zvolen za klub Sjednocené německé levice.
Prosazoval ideu němectví, byl zastáncem jednoty Rakouska. Byl zklamán činností Říšské rady, kde podle něj převládal slovansko-klerikálně-feudální směr a vyslovoval se proti Eduardu Taaffemu a jeho vládě.
Dne 8. května 1868 se oženil s Ottilií Emmerovou. Jejich manželství zůstalo bezdětné. Zemřel 18. srpna 1904 na alterosklerózu.